# Isle of Man TT 1908
De Isle of Man TT 1908 was de tweede uitvoering van de Isle of Man TT. Ze werd verreden op de St John's Short Course (St John's - Ballacraine - Kirk Michael - Peel- St. John's) op het eiland Man.

## Algemeen
Na de eerste TT in 1907 had de organisatie lering getrokken uit een aantal zaken. De coureurs hadden tijdens de trainingen de nodige problemen gehad met het plaatselijke verkeer, omdat het stratencircuit niet voor het verkeer was afgesloten. Bovendien waren er problemen geweest met overstekende schapen. Het gouvernement van het eiland Man kwam de organisatie tegemoet door het werven van vrijwilligers die als marshal optraden en bovendien werden extra politieagenten ingezet. Het evenement werd verplaatst van mei naar september, zodat het tegelijk met de TT voor automobielen georganiseerd kon worden. Pedalen waren na het protest van Triumph in 1907 verboden. De Triumph-rijders hadden veel tijd verloren bij de beklimming van Creg Willey's Hill omdat de Matchless-JAP's van Charlie en Harry Collier meegefietst konden worden. Ook het brandstofverbruik werd beperkt: de eencilinders moesten ten minste 100 mijl per gallon halen, de tweecilinders 80 mijl per gallon.
De trainingen werden in de regen verreden, net als in het jaar ervoor gewoon tussen het gewone verkeer. Op de wedstrijddag was het droog, zonnig en stoffig (want de wegen waren onverhard). Er waren 36 deelnemers: 15 eencilinders en 21 tweecilinders. De organisatie werd uitgedaagd door het verschijnen van twee FN-viercilinders, maar besloten werd om deze machine bij de tweecilinders te laten starten.
| 1908 | - Eerste racegemiddelde boven 40 mph (Jack Marshall, Triumph TT eencilinder) - Eerste inzet van marshals |

## Single Cylinder TT
Dinsdag 22 september, 10 ronden, 254,5 km
Nu pedalen verboden waren had Triumph een goede kans om Matchless te verslaan. Jack Marshall kwam pas in de tweede helft van de race op stoom. In het eerste deel had hij aan de leiding gereden, maar hij verloor tijd door een val bij Kirk Michael, het vervangen van een gebroken uitlaatklep en de reparatie van een lekke band. Hij passeerde Charlie Collier, die tijd verloor door het vervangen van een bougie en won met twee minuten voorsprong. Derde werd Sir Robert Keith Arbuthnot, vierde baronet van Edinburgh, een marine-officier die van de Royal Navy speciaal verlof voor de race had gekregen. Marshall was de eerste die een gemiddelde snelheid van meer dan 40 mijl per uur reed.
| Pos | Coureur          | Merk                 | Snelheid  | Tijd      |
| --- | ---------------- | -------------------- | --------- | --------- |
| 1   | Jack Marshall    | 3½ hp Triumph        | 40.40 mph | 3:54.50.0 |
| 2   | Charlie Collier  | 3½ hp Matchless-JAP  | 40.01 mph | 3:57.06.8 |
| 3   | Robert Arbuthnot | 3½ hp Triumph        | 38.26 mph | 4:07.57.0 |
| 4   | W.F.Newsome      | 3½ hp Triumph        | 37.63 mph | 4:12.09.4 |
| 5   | W.G.McMinnies    | 3½ hp Triumph        | 36.60 mph | 4:22.25.8 |
| 6   | Charles Franklin | 3½ hp Chater Lea-JAP | 35.07 mph | 4:30.32.8 |
| 7   | H.Lister-Cooper  | 3½ hp Triumph        | 34.65 mph | 4:33.46.8 |
| 8   | Oliver Godfrey   | 3½ hp Rex            | 34.64 mph | 4:33.54.2 |
| 9   | R.M.Brice        | 3½ hp Brown          | 33.89 mph | 4:49.58.2 |
| 10  | G. Gibson        | 3½ hp Triumph        |           |           |

| Coureur       | Merk          | Oorzaak |
| ------------- | ------------- | ------- |
| Harry Collier | Matchless-JAP |         |
| F. Barker     | Rex           |         |
| J. Slaughter  | Triumph       |         |
| R. Bell       | NSU           |         |
| Robert Ellis  | Rex           |         |

## Twin Cylinder TT
Dinsdag 22 september, 10 ronden, 254,5 km
Rem Fowler had gehoopt zijn succes van 1907 te herhalen, maar toen hij uitviel nam Harry Reed, oprichter en eigenaar van het merk DOT, de leiding over en won de race. Harry Bashall werd tweede en Ronald Clarke met de FN-viercilinder vierde. Opnieuw was de snelste tweecilinder langzamer dan de winnaar van de Single Cylinder TT.
| Pos | Coureur          | Merk                | Snelheid  | Tijd      |
| --- | ---------------- | ------------------- | --------- | --------- |
| 1   | Harry Reed       | 5 hp DOT-Peugeot    | 38.57 mph | 4:05.58.0 |
| 2   | Harry Bashall    | 6 hp BAT-JAP        | 38.22 mph | 4:08.15.0 |
| 3   | Ronald Clarke    | 5 hp FN             | 37.79 mph | 4:11.02.8 |
| 4   | Billy Wells      | 5 hp Vindec-Special | 37.18 mph | 4:15.12.2 |
| 5   | J.Lang           | 6 hp NSU            | 36.21 mph | 4:22.41.0 |
| 6   | N.E.Drury        | 5 hp JAP            | 36.68 mph | 4:25.56.2 |
| 7   | Arthur Moorhouse | 5 hp Rex            | 33.24 mph | 4:45.57.8 |
| 8   | J.O.M.Dixon      | 5 hp Vindec-Special | 33.06 mph | 4:46.57.8 |
| 9   | H.V.Colver       | 7 hp Matchless-JAP  | 32.43 mph | 4:52.33.2 |

| Coureur           | Merk           | Oorzaak |
| ----------------- | -------------- | ------- |
| Martin Geiger     | NSU            |         |
| Frank A. Applebee | Rex            |         |
| Rem Fowler        | Norton-Peugeot |         |
| C. Bennett        | Vindec-Special |         |
| E. Genisa         | ACME           |         |
| E. Young          | ACME           |         |
| J. Baxter         | Rex            |         |
| J. Smythe         | Rex            |         |
| R. White          | BAT-JAP        |         |
| W. Gurr           | FN             |         |
| W. Heaton         | Rex            |         |

1907 · 1908 · 1909 · 1910 · 1911 · 1912 · 1913 · 1914 · Eerste Wereldoorlog · 1920 · 1921 · 1922 · 1923 · 1924 · 1925 · 1926 · 1927 · 1928 · 1929 · 1930 · 1931 · 1932 · 1933 · 1934 · 1935 · 1936 · 1937 · 1938 · 1939 · Tweede Wereldoorlog · 1947 · 1948 · 1949 · 1950 ·1951 · 1952 · 1953 · 1954 · 1955 · 1956 · 1957 · 1958 · 1959 · 1960 · 1961 · 1962 · 1963 · 1964 · 1965 · 1966 · 1967 · 1968 · 1969 · 1970 · 1971 · 1972 · 1973 · 1974 · 1975 · 1976 · 1977 · 1978 · 1979 · 1980 · 1981 · 1982 · 1983 · 1984 · 1985 · 1986 · 1987 · 1988 · 1989 · 1990 · 1991 · 1992 · 1993 · 1994 · 1995 · 1996 · 1997 · 1998 · 1999 · 2000 · 2002 · 2003 · 2004 · 2005 · 2006 · 2007 · 2008 · 2009 · 2010 · 2011 · 2012 · 2013 · 2014